# Wasana Karpmaichan
Wasana Karpmaichan es una deportista tailandesa que compitió en tiro con arco adaptado. Ganó una medalla de plata en los Juegos Paralímpicos de Atenas 2004 en la prueba individual de pie.

## Palmarés internacional
| Juegos Paralímpicos | Juegos Paralímpicos | Juegos Paralímpicos | Juegos Paralímpicos |
| Año                 | Lugar               | Medalla             | Prueba              |
| ------------------- | ------------------- | ------------------- | ------------------- |
| 2004                | Atenas (Grecia)     | Medalla de plata    | Individual de pie   |